# 泰宁镇
泰宁镇，是中华人民共和国四川省甘孜藏族自治州道孚县下辖的一个乡镇级行政单位。
原为协德乡，2020年撤乡设镇，更名为泰宁镇。

## 行政区划
泰宁镇下辖以下地区：
街村、先锋村、下一村、下二村、上农村和上牧村。